# Joris Daudet
Joris Daudet, född 12 februari 1991 i Saintes, är en fransk BMX-cyklist.

## Karriär
Joris Daudet deltog vid OS 2012, OS 2016 och OS 2020 och placerade sig på plats 11, 23 respektive 7 i disciplinen racing. Vid OS 2024 tog han guld i samma klass.